# Durrës
Durrës ou Durazo (em italiano: Durazzo; em latim: Dyrrhachium) é a mais antiga e uma das mais importantes cidades da Albânia. Durrës é a capital do distrito de Durrës e da prefeitura de Durrës. Localizada na costa do mar Adriático a 33 km a oeste da capital do país, Tirana, está a 300 km em linha reta do porto de Bari e a 200 km do porto de Brindisi, ambos na costa italiana. É atualmente a segunda maior cidade da Albânia.

## História

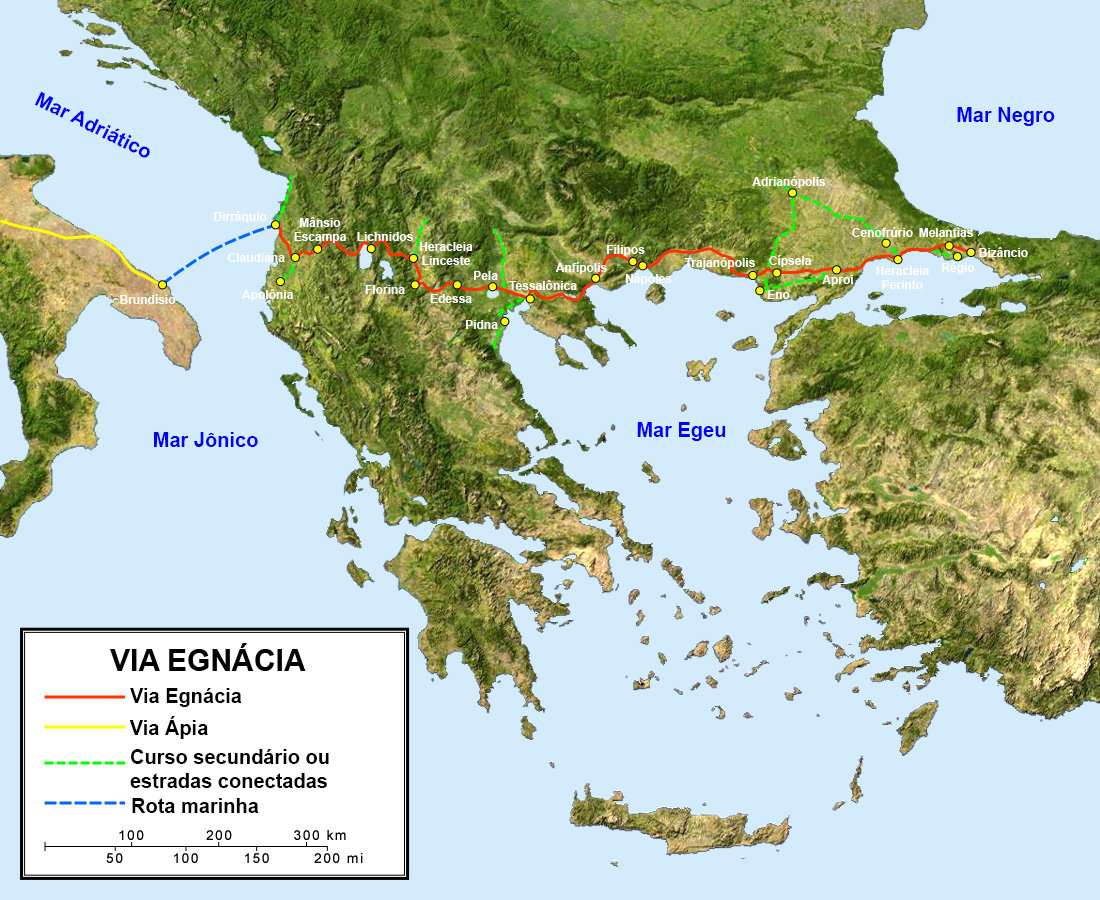
A via Egnácia, principal estrada romana dos Bálcãs, começava em Durrës (Dirráquio), passava em Tessalônica e chegava a Constantinopla

Foi fundada por colonos gregos de Corinto em 627 a.C., com o nome de Epidamno. Sua posição geográfica era altamente vantajosa, por estar situada em um porto natural rochoso, cercado em terra por altos penhascos e por alagadiços, que dificultavam qualquer ataque pelo continente ou por mar. Em 312 a.C., Epidamno foi sitiada por Gláucias, rei da Ilíria e, em 229 a.C., passou ao controle da República Romana. Os romanos rebatizaram-na como Dirráquio.
Três importantes batalhas ocorreram em Dirráquio: 
- a Batalha de Dirráquio (48 a.C.) entre Júlio César e Pompeu;
- a Batalha de Dirráquio (1018) entre João Vladislau (r. 1015-1018) e a guarnição de Dirráquio
- a Batalha de Dirráquio (1081), entre o normando Roberto Guiscardo e o imperador bizantino Aleixo I Comneno.

A cidade foi sitiada pelos ostrogodos em 481. Com a queda do Império Romano, passou ao controle do Império Bizantino. Enfrentou um cerco do sultão otomano Maomé II, o Conquistador em 1466 e caiu em mãos otomanas em 1501. A cidade tornou-se ativa durante o movimento de libertação da Albânia nos anos de 1878-1881 e 1911-1912. Ismail Qemali hasteou na cidade a bandeira albanesa a 26 de novembro de 1912, porém em seguida a cidade caiu nas mãos dos sérvios. Durante a Primeira Guerra Mundial a cidade caiu em mãos dos italianos e dos austro-húngaros, sendo capturada pela Tríplice Entente em 1918. Durrës foi temporariamente a capital da Albânia entre 1918 e 1920 durante o reinado de Zog I da Albânia.